# Melgaço (Pará)
Melgaço est une municipalité brésilienne située dans l'État du Pará.